# Порожский
Порожский — упразднённый рабочий посёлок в Иркутской области. В 1999 году включен в состав Братска и исключен из учётных данных.

## География
Расположен на берегу Братского водохранилища.
Название Порожский произошло от слов «порог, пороги».

## История
Посёлок возник в связи с переселением населения из зоны затопления, как временное поселение лесосплавщиков.
Официальной датой образования посёлка Порожского считается 27 декабря 1960 года, но история посёлка началась раньше. Он тогда имел другие названия: Нижний посёлок (до заполнения ложа водохранилища в Нижнем посёлке базировался Братский ЛПХ, который был структурным подразделением комбината «Братсклес»), Верхний посёлок (на территории современного посёлка в середине пятидесятых здесь, помимо палаток, появились первые щитовые дома)
В 1999 году посёлок вошёл в черту города Братска.
По данным Большой советской энциклопедии Порожский был центром лесной промышленности.

## Население
| 1970 | 1979  | 1989  |
| ---- | ----- | ----- |
| 6432 | ↘5837 | ↘5267 |